# シチクガイ
シチクガイ（紫竹貝）、学名 Hastula nipponensis は、タケノコガイ科に分類される海産の巻貝の一種。タケノコガイ科としては小型で、殻長（殻高）35mm前後。殻は細長い塔形、灰紫色で縫合下に黒褐色の斑点が並ぶ白帯があり、周縁と水管溝部にも白色帯がある。房総半島以南の熱帯西インド太平洋に分布する
属名 Hastula はラテン語の hasta（槍、銛）に小ささを表現する指小辞「-ula」を付けたもの。種小名の nipponensis は nippon（日本）に産地を表す接尾辞 「-ēnsis」を付けたもので「日本産の…」の意。

## 分布
- 房総半島・能登半島以南、熱帯西インド太平洋[3]。タイプ産地は相模湾[1]。

ただし房総半島から伊豆半島および伊豆諸島にかけての海域以外の分布記録には、混同された別種の情報も含まれている可能性があるため、正確な分布範囲は必ずしも明らかではない。

## 形態
大きさと形
殻高（殻長）は35mm前後。殻頂に向かって尖った細長い塔型で、下半部はやや円筒状。縫合（螺層同士の接合線）は極めて僅かに窪む程度で、螺塔側面はほぼ直線的に見える。
原殻（プロトコンク）
褐色で2.0-2.5層、大部分が平滑だが最後の1/4層に弱い彫刻がある。
彫刻
原殻の終わりから縦肋が出始めるが、縦肋は全体に弱く、成貝の下層部では縫合直下を除くとほとんど平滑になる。
色彩
灰紫色、あるいは暗紫色で、縫合下には褐色斑が並ぶ目立つ白色帯がある。周縁にも細い白帯を1本巡らし、縫帯（体層から区画された水管溝の形成痕）は白色になる。殻口内は茶褐色。
殻口
外唇は単純で、側面から見ると上部はほぼ垂直で下部はやや後退する。内唇滑層は薄く、殻底へ拡がらない。軸唇の末端は襞を作るが、それ以外の襞はない。臍孔はない。
蓋
赤褐色の革質で、核（成長始点）が下端にある木の葉形。
軟体

## 生態
潮間帯下部から水深20mの細砂底に生息する。本科のものは肉食性で、捕食の際に用いる毒腺をもつものと欠くものとがあるが、シチクガイ属 Hastula は毒腺をもつとされる。

## 分類
原記載
- 原記載名：　Hastula strigillata nipponensis Kuroda & Oyama, 1971[1]
- 原記載文献：『相模湾産貝類』和文編p.381, 英文編p.240, pl.60, fig.8. （第60図版 第8図）
- タイプ産地： Sagami Bay （相模湾）
- タイプ標本：　ホロタイプ 殻高 29.5mm、殻径　5.9mm。国立科学博物館所蔵（登録番号：NSMT-Mo 18476）

原記載では strigillata （シチクモドキ）の亜種として記載されたが、現在では相互に独立した別種と考えられている。また過去には Hastula rufopunctata (E. A. Smith, 1877) （『日本近海産貝類図鑑』（初版）など）や、その異名とされる Hastula diversa (E. A. Smith, 1901) の学名で扱われたこともあるが、肋の状態などから別種と考えられるようになり、『日本近海産貝類図鑑 第二版』では「 Hastula sp. 」の表記で学名未確定の種として図示された。しかし実際には上記のとおり相模湾産のものが1971年に nipponnensis の名で記載されており、これがシチクガイの有効な学名であるとされる。

### 日本近海の類似種

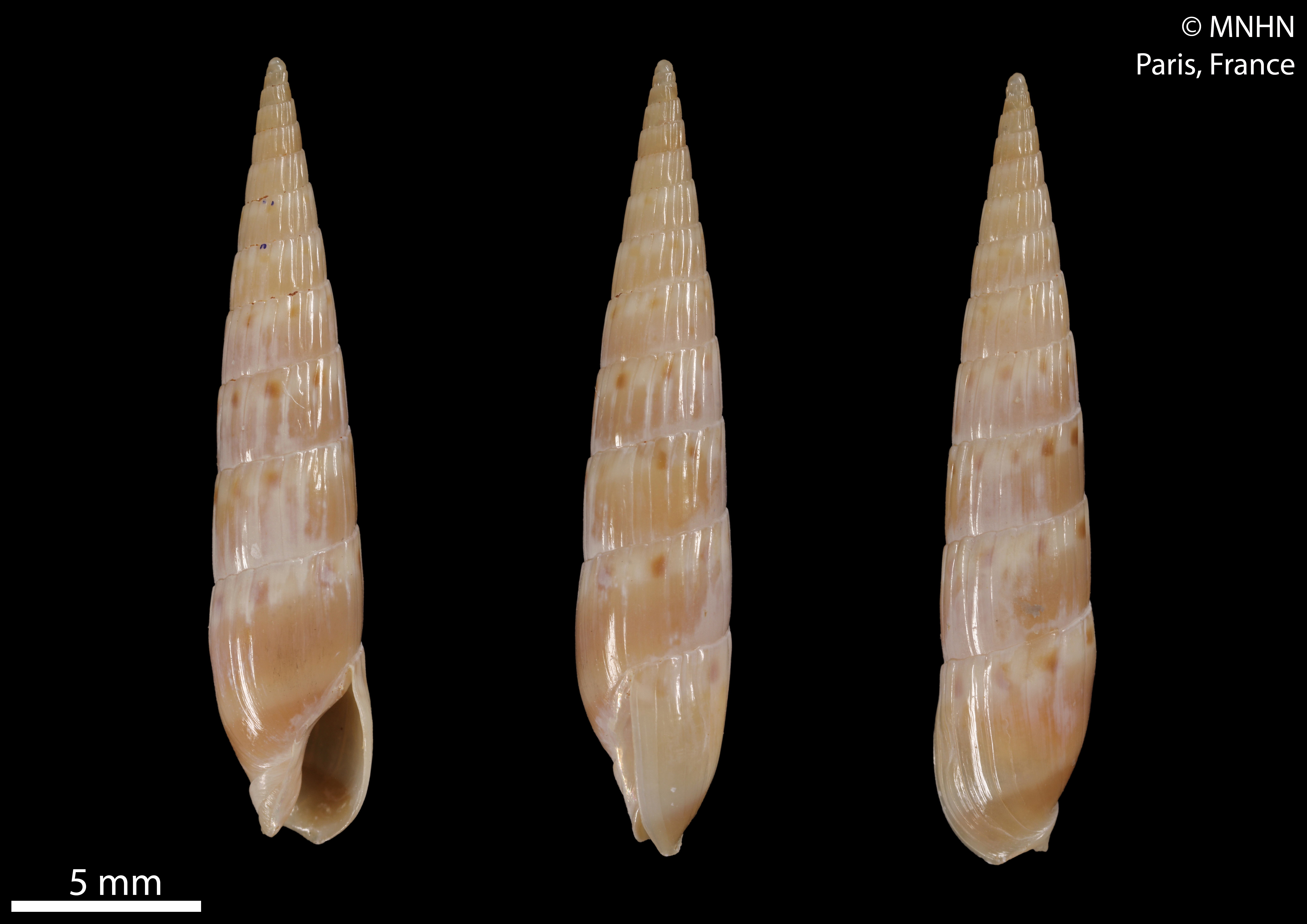
Hastula kiiensis

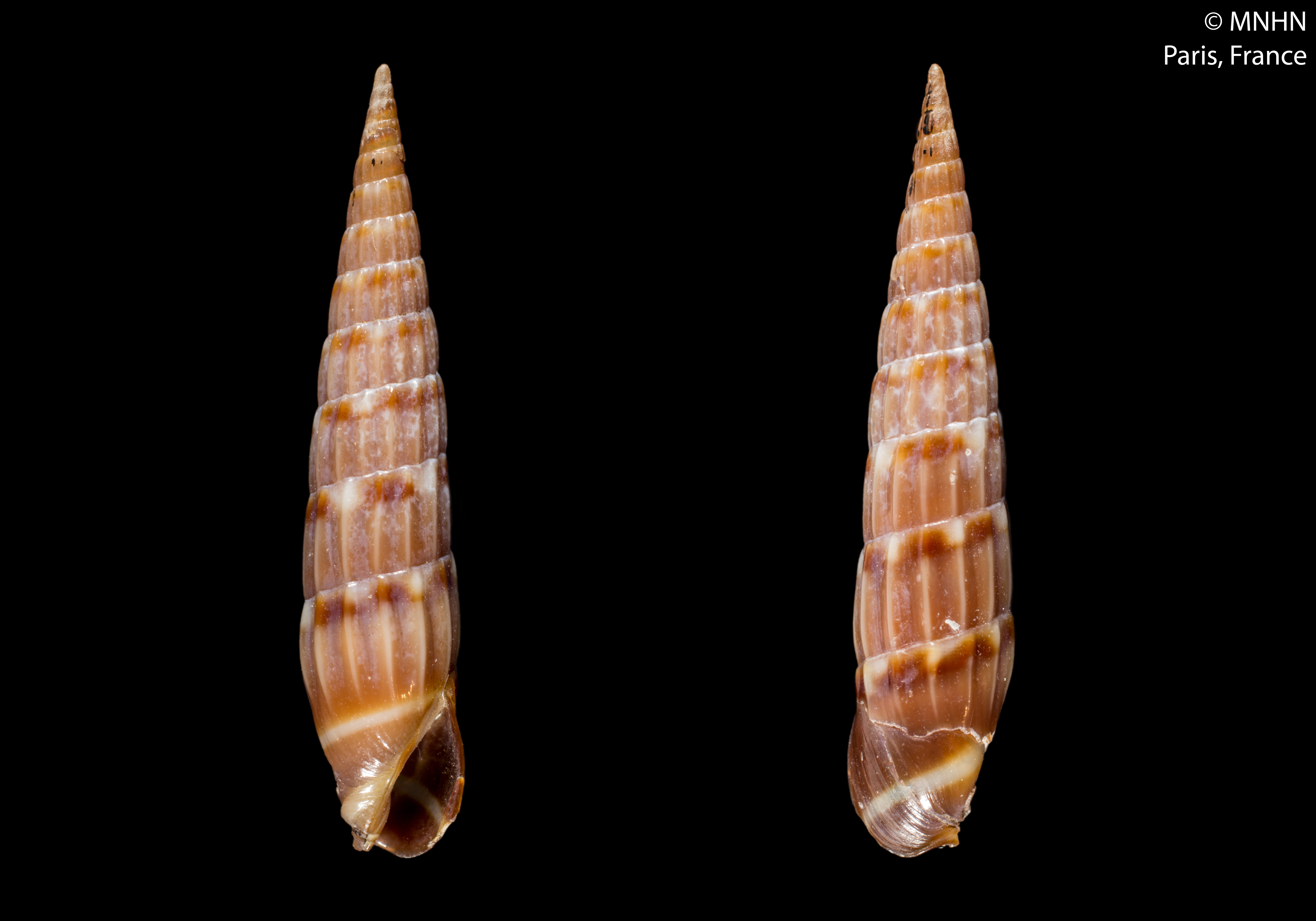
ホソシチクモドキ

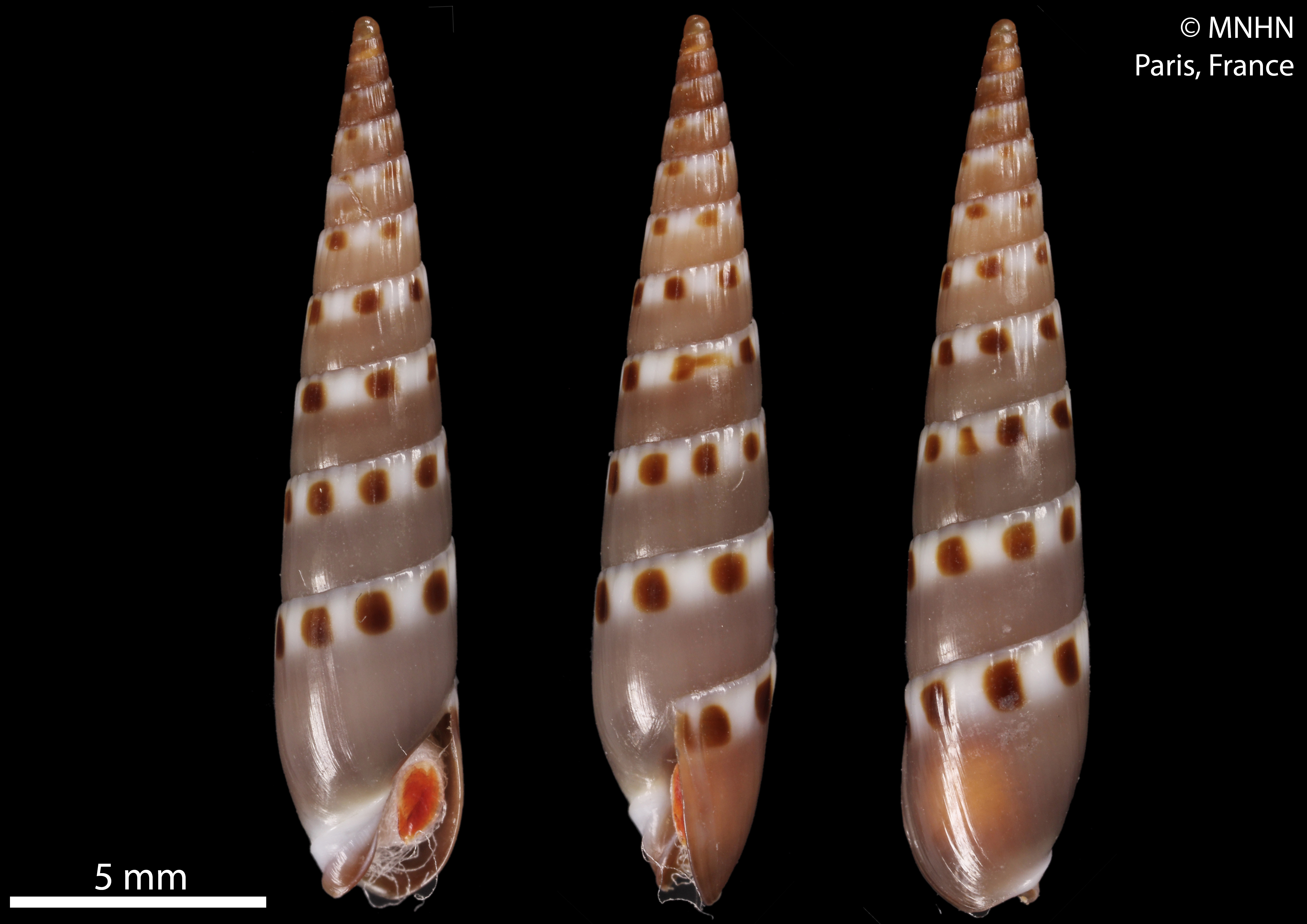
オガサワラシチク

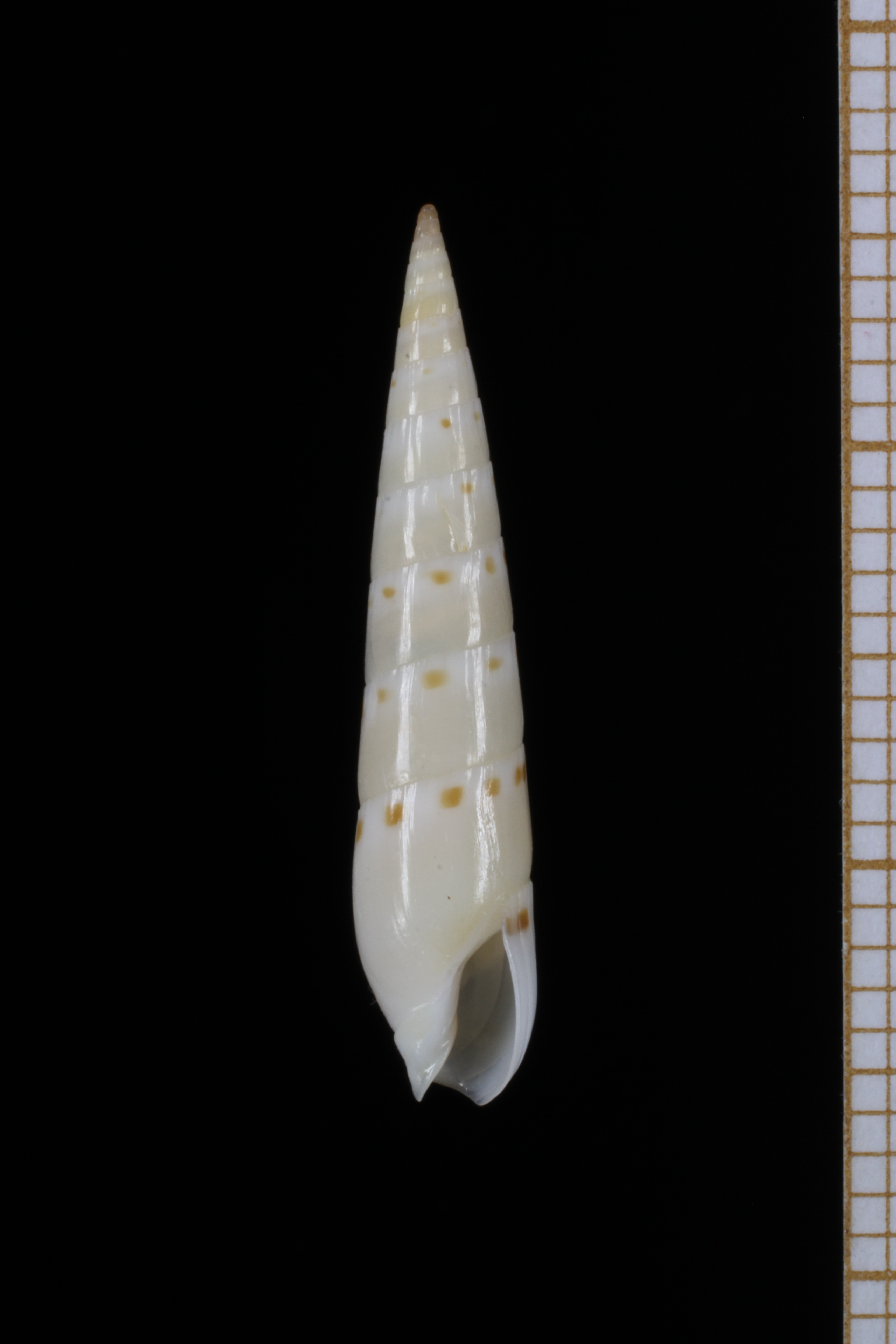
オビナシシチク（N.C.産）

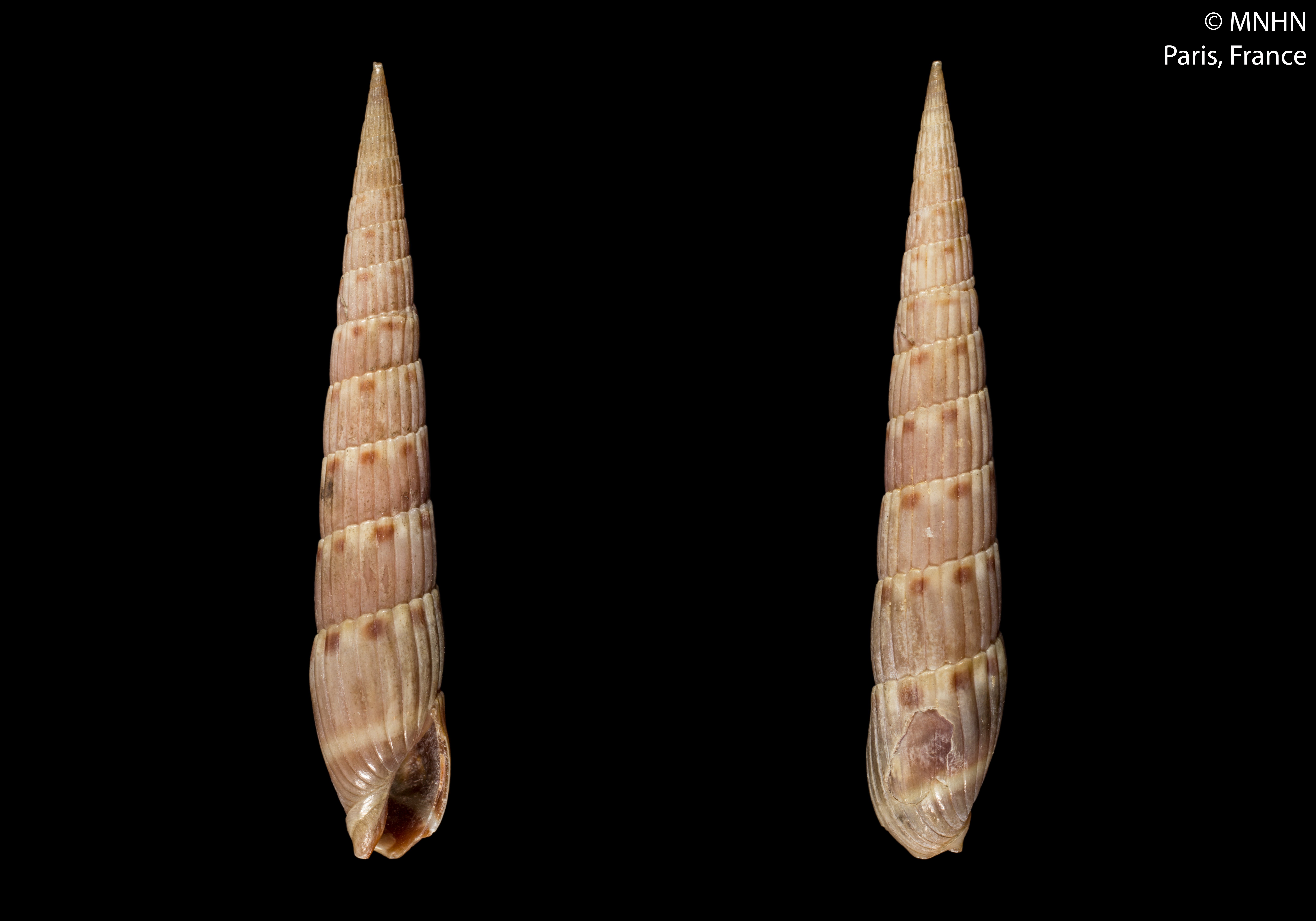
シチクモドキ

インド太平洋には縫合下に褐色斑を並べる類似種が多く、隠蔽種（外見での識別が困難な種）も存在するとされるため、同定は難しいこともある。それらのうち日本近海からは以下のような種が知られる。
- Hastula hamamotoi Tsuchida & Tanaka, 1999 [7]　オトヒメシチク
  - 殻長48mmほどでシチクガイより大きくなる。橙黄色で縦肋は上層部のみ。原殻は約2層。紀伊半島以南、奄美群島、台湾、ソロモン諸島の水深80mから120mの砂底に生息する。
- Hastula kiiensis Chino & Terryn, 2019 [4]
  - 殻長24.5mmほどでシチクガイより小さい。体層上半は淡黄褐色で殻底は幾分色が濃くなる。周縁の白帯はシチクガイほど明瞭でない。原殻は1.5から2層で後成層との境界は不明瞭。紀伊半島と沖縄から知られる。『日本近海産貝類図鑑（第二版）』 p.378 [plate 334] の第4図として示された「オビナシシチク」の2個のうち左図が本種に当たるという。後述のシチクモドキにも似るが縦肋はより平坦で弱く、縫合下の褐色斑はやや小さい。
- Hastula matheroniana (Deshayes, 1859)　ホソシチクモドキ
  - 殻長40mmほどでシチクガイより大きい。縦肋は細く鋭い稜となり明瞭、肋間は幅広く浅い凹面になる。色彩は変異する。紀伊半島以南、熱帯インド太平洋の潮間帯下部から水深60mの砂底に生息する。
- Hastula ogasawarana Chino & Terryn, 2019 [4]　オガサワラシチク　
  - 殻長20mmに及ばずシチクガイよりはるかに小さい。暗紫褐色で、縫合下の白帯に並ぶ褐色斑が大きく、周縁の白帯がない。原殻は1から1.5層で紫がかる。小笠原諸島（父島）の水深2mから知られる。
- Hastula parva (Baird in Brenchley, 1873)　オビナシシチク　（別名：テンジクシチク）
  - 殻長27mmほどでシチクガイより小さい。全体に白っぽく周縁の白帯は不明瞭。原殻は1.5層。沖縄からニューカレドニア（タイプ産地）までの潮間帯下部から水深20mの砂底に生息する。ただし沖縄のもの（『日本近海産貝類図鑑（第二版）』 p.378 [plate 334] 第4図の右側）がニューカレドニアのものと同種かどうかは検討を要するとされる[4]。
- Hastula strigillata (Linneaus, 1857)　シチクモドキ
  - 殻長40mmほどになりシチクガイより大きい。殻底まで及ぶ細い縦溝に区切られた明瞭な縦肋がある。紀伊半島以南のインド西太平洋の潮間帯下部から水深30mの砂底に生息する。ただし本種とされてきたものには複数の隠蔽種があるとも言われる[4]。